# Municipio de Hall (Carolina del Norte)
El municipio de Hall (en inglés: Hall Township) es un municipio ubicado en el  condado de Gates en el estado estadounidense de Carolina del Norte. En el año 2000 tenía una población de 1.434 habitantes.

## Geografía
El municipio de Hall se encuentra ubicado en las coordenadas 36°25′21.19″N 76°49′48.91″O / 36.4225528, -76.8302528.